# Ромийи, Жаклин де
Жаклин де Ромийи или Жаклин Вормс де Ромийи, урожденная Жаклин Давид (фр.  Jacqueline Worms de Romilly, Jacqueline David, 26 марта 1913, Шартр — 18 декабря 2010, Булонь-Бийанкур) — французский филолог и историк-эллинист, крупнейший антиковед. Член Французской академии (1988, кресло 7).

## Биография
Отец из еврейской семьи, профессор философии, погиб на фронте Первой мировой войны, мать — писательница. Окончила лицей Мольера и лицей Людовика Великого в Париже, затем — Эколь Нормаль. В годы войны была отстранена от преподавания режимом Виши, скрывалась от нацистских преследований. Получила докторскую степень в 1947. Работала школьным учителем, преподавала в Лилльском университете, с 1957 по 1973 — в Сорбонне.
В 1995 получила греческое гражданство, в 2000 правительство Греции провозгласило её «послом эллинистической культуры». В 1940 приняла католичество и в 2008 сопровождается священником церкви католической маронитов. Умерла в больнице Амбруаза Паре.

## Научные интересы
Большинство её многочисленных трудов посвящено эволюции древнегреческой мысли и представлений греков о человеке, формированию исторического сознания в контексте становления греческой демократии. Она — переводчик Фукидида и автор работ о нем, а также трудов о Гомере, греческих трагиках и др.
Выступала также как писатель.

## Признание и награды
Первая женщина — профессор Коллеж де Франс (1973). Член Академии надписей и изящной словесности (1975), в 1987 стала её президентом. Вторая (после Маргерит Юрсенар) женщина — член Французской академии (1988), после кончины Клода Леви-Стросса в 2009 — старейший член Академии. В 2009 её имя присвоено коллежу в Маньи-лё-Онгр (департамент Сена и Марна).
Кавалер Большого Креста Ордена Почётного легиона (2007). Кавалер Большого Креста Ордена «За заслуги». Командор Ордена Академических пальм. Командор Ордена искусств и литературы. Большая премия Французской Академии (1984), многие другие национальные и зарубежные награды. Член-корреспондент многочисленных национальных академий, почётный доктор многих университетов мира.
- Мессенджеровские лекции (1967)

## Книги
- Thucydide et l’impérialisme athénien, la pensée de l’historien et la genèse de l'œuvre (1947, 1961)
- Histoire et raison chez Thucydide (1956, 1967)
- La Crainte et l’angoisse dans le théâtre d’Eschyle (1958, 1971)
- L'évolution du pathétique, d’Eschyle à Euripide (1961, 1980)
- Nous autres professeurs (1969)
- La Tragédie grecque (1970, 1982)
- Le temps dans la tragédie grecque (1971)
- La Loi dans la pensée grecque, des origines à Aristote (1971)
- Problèmes de la démocratie grecque (1975, 1986)
- La douceur dans la pensée grecque (1979, 1995)
- Précis de littérature grecque (1980, 2002)
- L’Enseignement en détresse (1984, 1991)
- « Patience, mon cœur»: l’essor de la psychologie dans la littérature grecque classique (1984, 1994)
- Homère (1985)
- La Modernité d’Euripide (1986)
- Sur les chemins de Sainte-Victoire (1987, 2002)
- Les Grands Sophistes dans l’Athènes de Périclès (1988)
- La Grèce à la découverte de la liberté (1989)
- La construction de la vérité chez Thucydide (1990)
- Ouverture à cœur (1990)
- Écrits sur l’enseignement (1991)
- Pourquoi la Grèce ? (1992)
- Les œufs de Pâques (1993)
- Lettres aux parents sur les choix scolaires (1994)
- Rencontre avec la Grèce Antique (1995)
- Alcibiade ou les dangers de l’ambition (1995)
- Jeux de lumière sur l’Hellade (1996)
- Hector (1997)
- Le trésor des savoirs oubliés (1998)
- Laisse flotter les rubans (1999)
- La Grèce antique contre la violence (2000)
- Héros tragiques, héros lyriques (2000)
- Roger Caillois hier encore (2001)
- Sous des dehors si calmes (2002)
- Une certaine idée de la Grèce (2003)
- De la Flûte à la Lyre (2004)
- L’invention de l’histoire politique chez Thucydide (2005)
- L'élan démocratique dans l’Athènes ancienne (2005)
- Les Roses de la solitude (2006)
- Dans le jardin des mots (2007)
- Le sourire innombrable (2008)
- Petites leçons sur le grec ancien (2008)
- Les Révélations de la mémoire (2009)
- La grandeur de l’homme au siècle de Périclès (2010)